# Dorymenia troncosoi
Dorymenia troncosoi is een Solenogastressoort uit de familie van de Proneomeniidae. De wetenschappelijke naam van de soort is voor het eerst geldig gepubliceerd in 1998 door García-Álvarez, Urgorri & Salvini-Plawen.